# Kitzlesbach
Der Kitzlesbach ist ein rechter Zufluss der Pitze in Tirol. 
Sein Ursprung liegt unterhalb des Ampferkogels. Unterhalb der Rüsselsheimer Hütte fällt der Bach steil, teilweise als Wasserfall ins Pitztal ab und mündet dort von rechts bei Plangeross in die Pitze.
Das Einzugsgebiet des Kitzlesbachs beträgt 4,9 km², davon sind 0,2 km² (4 %) vergletschert (Stand 1988). Der höchste Punkt darin ist der Puitkogel mit 3343 m ü. A. Zum Einzugsgebiet gehört der Weißmaurachsee.